# Утлебен
Утлебен (нем. Uthleben) — община в Германии, в земле Тюрингия, входит в район Нордхаузен в составе сельского округа Херинген.
Население составляет 1155 человек (на 31 декабря 2009 года). Занимает площадь 14,63 км².

## История
Датой основания Утлебена считается 965 год, и в 1965 году проходили празднования его 1000-летия.
1 декабря 2011 года город Херинген, а также коммуны: Аулебен, Виндехаузен, Утлебен, Хамма были объединены в сельский округ Херинген, а управление Гольдене Ауэ было упразднено.

## Галерея

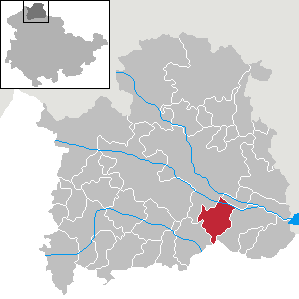
Утлебен на карте сельского округа
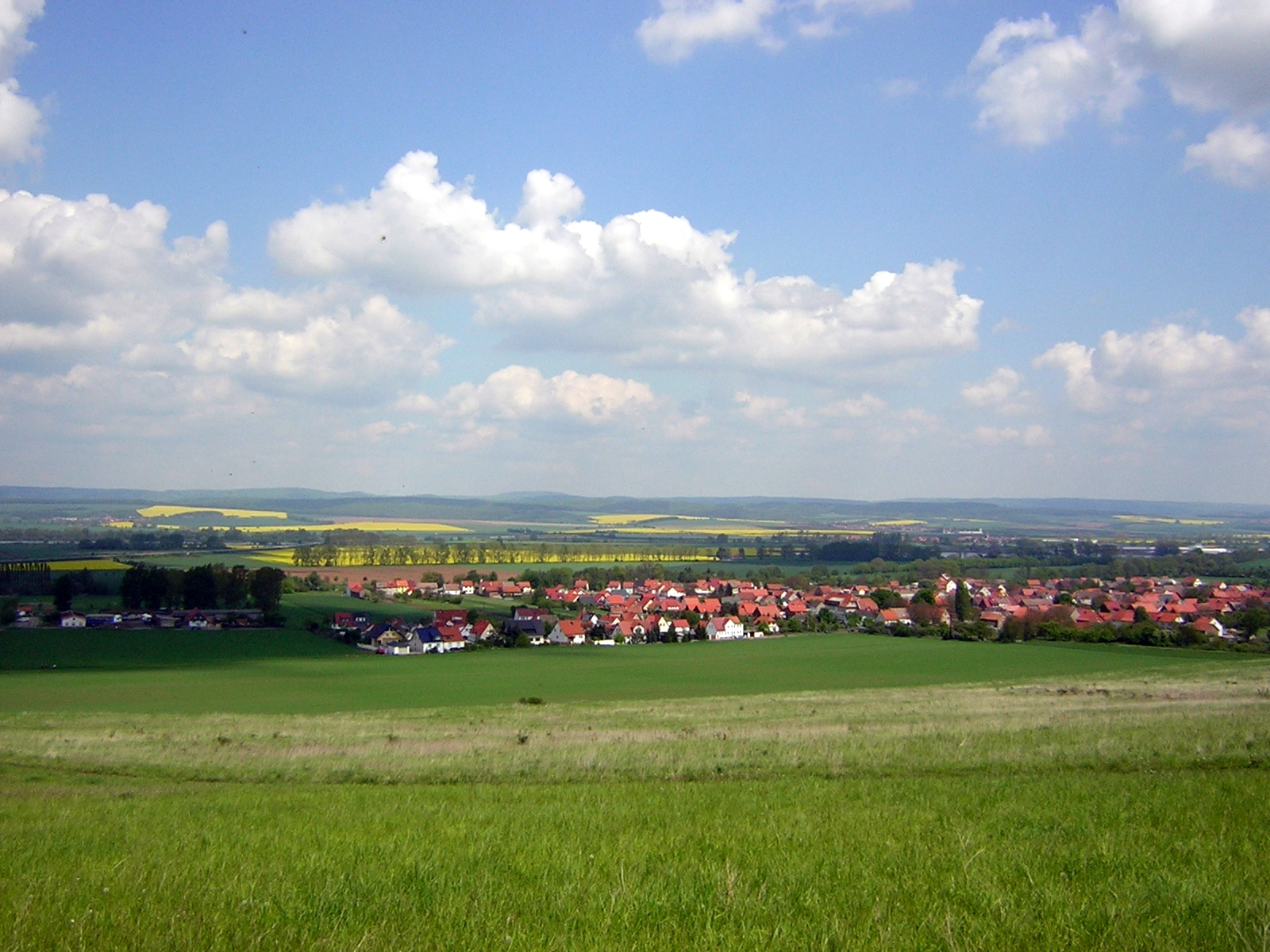
Вид на Утлебен
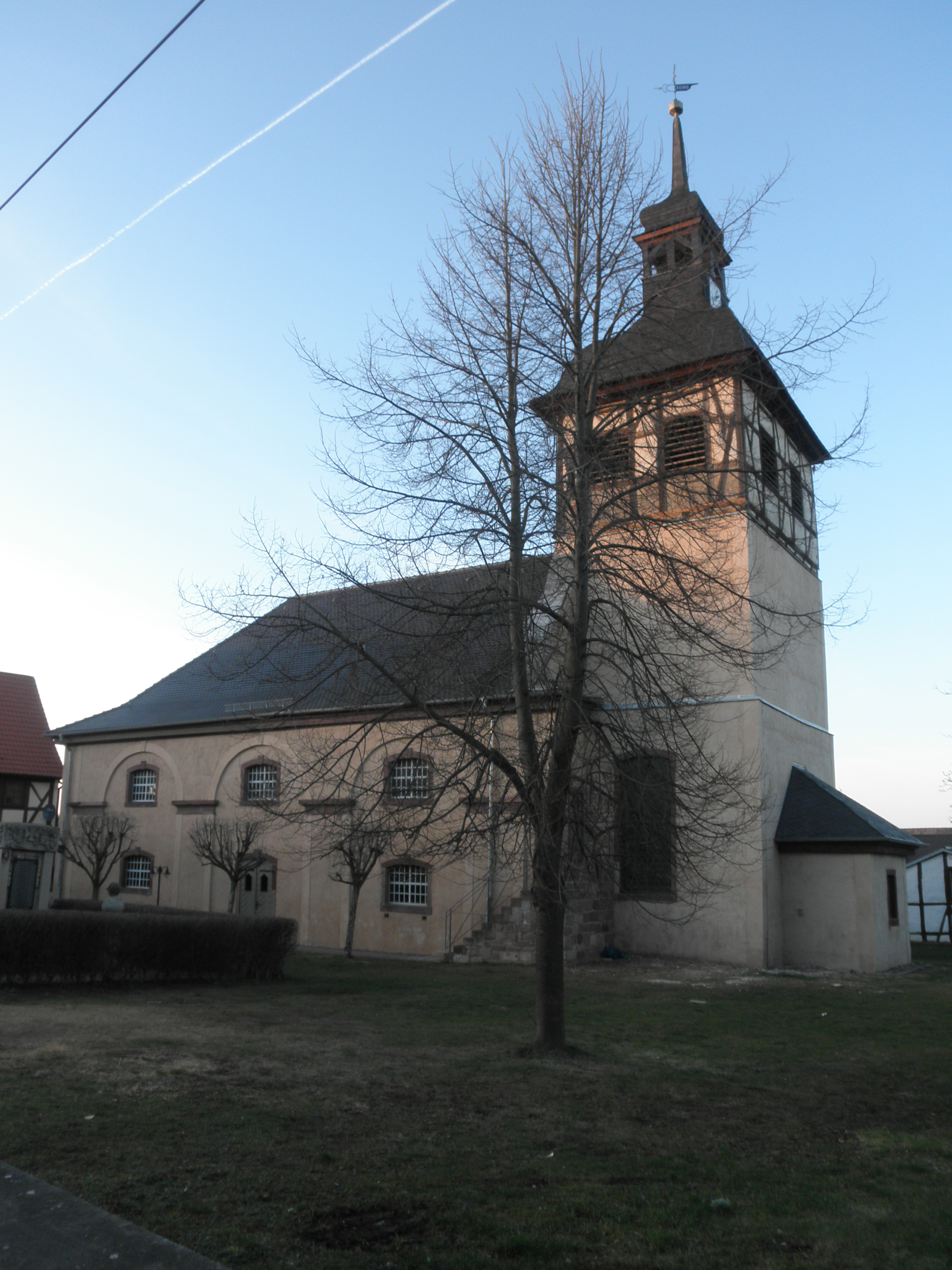
Церковь в Утлебене